# Grand Siècle

Retrato de Luís XIV em traje de coroação, Museu do Louvre, óleo sobre tela, Hyacinthe Rigaud, 1701.

O nome Grand Siècle refere-se ao século XVII na França. O termo foi usado pela primeira vez para se referir ao reinado de Luís XIV (1643-1715), mas a historiografia aplica-a agora a um período mais longo que abrange todo o século XVIII e que se estende desde o reinado de Henrique IV - que viu a restauração da autoridade real e o fim das guerras religiosas - até à morte de Luís XIV, o useja, vai de 1589 a 1715.
Durante esse período marcado pelo absolutismo monárquico, o Reino de França dominou ou, na sua falta, deixou uma marca duradoura na Europa graças à sua expansão militar e à sua influência cultural cada vez mais generalizada. Na segunda metade do século, as cortes da Europa em busca de radiação, principesco ou real, tomaram como modelo o do "Rei Sol" e os seus atributos. A língua francesa, a arte, a moda e a literatura estão a espalhar-se por toda a Europa. Uma influência francesa muito proeminente que também marcará todo o século XVIII.
Nesse período, a França superou a Espanha como potência dominante na Europa e estabeleceu a sua primazia cultural. Esta proeminência não surpreendia: a França estava sob forte controle político-administrativo, possuía muitas terras férteis e sua população, de cerca de 20 milhões de habitantes, era muito maior que a de qualquer outro país europeu. O cardeal Richelieu, como primeiro-ministro (1624-1642), estabeleceu a autoridade da monarquia e conquistou um grau de unidade interna bem maior que o de seus rivais. A Europa estava impressionada com o esplendor da corte de Versalhes. A predominância militar francesa foi conseguida pelas brilhantes vitórias de Condé e Turenne, e pela criação do primeiro exército moderno permanente.

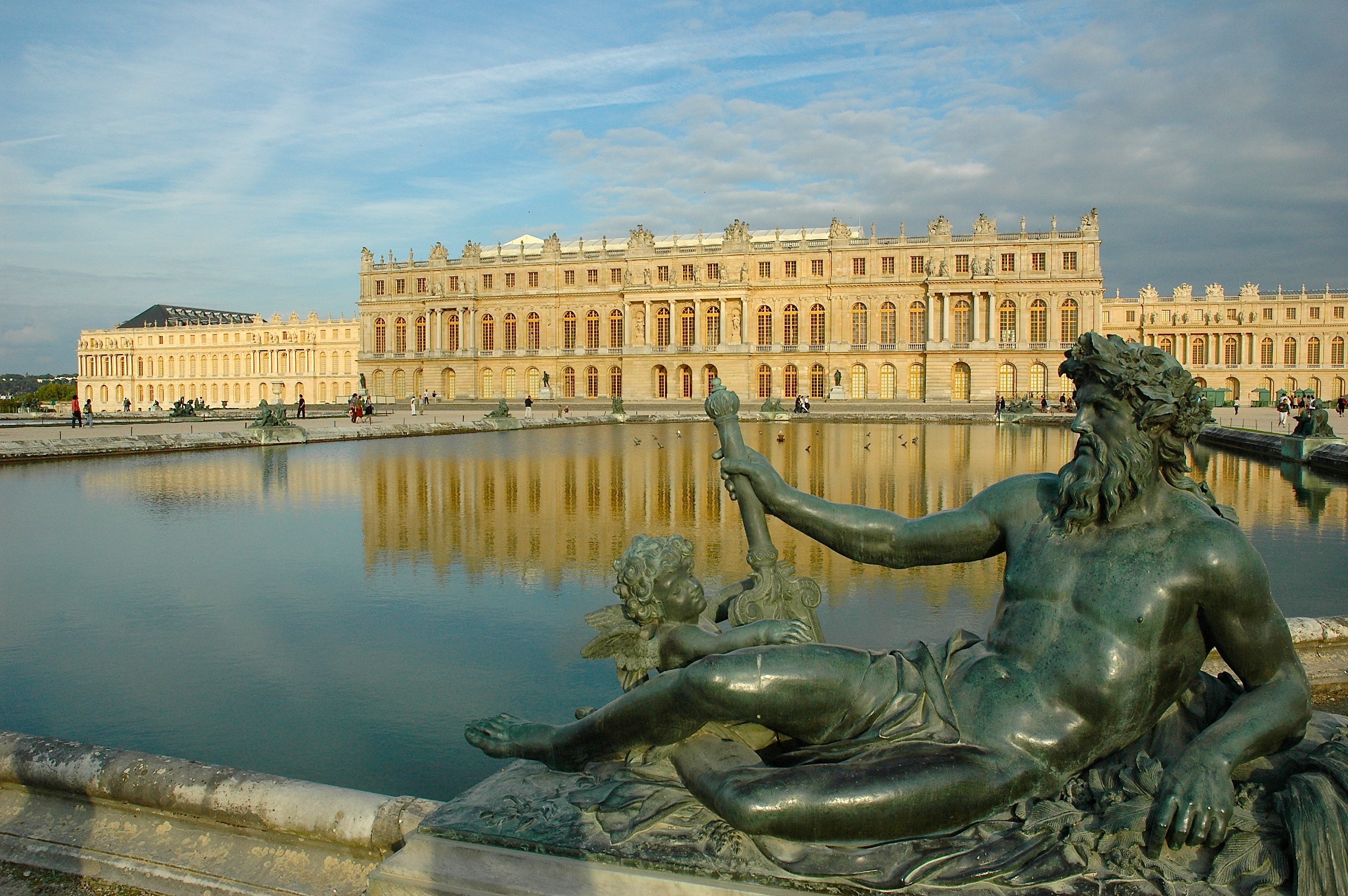
O Palácio de Versalhes foi uma expressão e concentração da arte e da cultura francesas, além da centralização do poder real.

As fronteiras francesas foram fortalecidas pela aquisição de Artois, da Alsácia e do Franco-Condado. A moda francesa de vestuário era imitada em todos os lugares, assim como os elegantes produtos franceses de artesanato. Os trabalhos dos escritores clássicos franceses Racine, Molière e La Fontaine eram aceites como modelos (na literatura) e o francês tornou-se a língua culta da Europa, falada pelos príncipes alemães e nobres russos, utilizada nos tratados internacionais e livros de alta erudição. O esplendor do Grand Siècle dependia da tributação das classes mais nobres. O compromisso com campanhas militares muito caras fez surgir, após a morte do rei, o clima extremamente turbulento do século XVIII, ue veio a culminar com a Revolução Francesa.

## Contexto político

Aquisições territoriais da França sob Luís XIV (1643-1715).

Após o auge das guerras religiosas, uma guerra civil que deixou uma marca pesada na França na segunda metade do século XVII, enfraquecendo a autoridade real e resistindo à população e à economia, ao advento de Henrique IV (1589) e, com ela, aos Bourbons, ocorreu um período de paz: o Édito de Nantes (1598) estabeleceu uma paz religiosa no país que pôs fim à crise interna.
A autoridade real foi-se fortalecendo gradualmente ao longo do século, de acordo com o modelo absolutista promovido energicamente pelo Cardeal de Richelieu sob Luís XIII e plenamente realizado sob Luís XIV. Na frente doméstica, as grandes famílias nobres, que tinham sido despedaçadas durante as guerras religiosas, foram definitivamente submissas após a última revolta "feudal" em França, entre 1648 e 1653, com o Fronde, uma reação aristocrática contra a crescente concentração de poder nas mãos do rei e da administração central desde o reinado de Henrique IV. Na política externa, com o regresso da paz interna, a França retomou uma política expansionista para combater a influência espanhola, que teve de ser abandonada no final das guerras italianas em 1559. Desde o século XVII, a Espanha dos Habsburgos tinha sido a principal potência europeia, com o maior império colonial da época, dominando os Países Baixos, o Reino de Nápoles, a Sicília e Milão na Europa, ao mesmo tempo que era estreitamente aliada aos Habsburgos do Sacro Império Romano-Germânico. Durante a Guerra dos Trinta Anos, que opôs os imperiais e os espanhóis contra os países protestantes, a França, inicialmente neutra, escolheu o campo protestante em 1635 e impôs-se, pondo fim ao domínio político da Espanha a nível europeu com o Tratado de Vestefália, assinado em 1648. A guerra com a Espanha, que sofreu grandes dificuldades económicas na segunda metade do século, continuou vitoriosamente até à assinatura do Tratado dos Pirenéus em 1659. A França anexou então o Roussillon. Sob Luís XIV, a expansão das fronteiras continuou: a França ganhou a parte sul da Flandres sobre a Espanha e o Império, incluindo Lille, Alsácia e Franche-Comté, enquanto Lorraine, embora formalmente independente, entrou na órbita do Reino de França. As novas fronteiras do reino estão protegidas por um sistema de fortificações (o prado quadrado) projetado pelo engenheiro militar Vauban, que também inclui a proteção das costas.

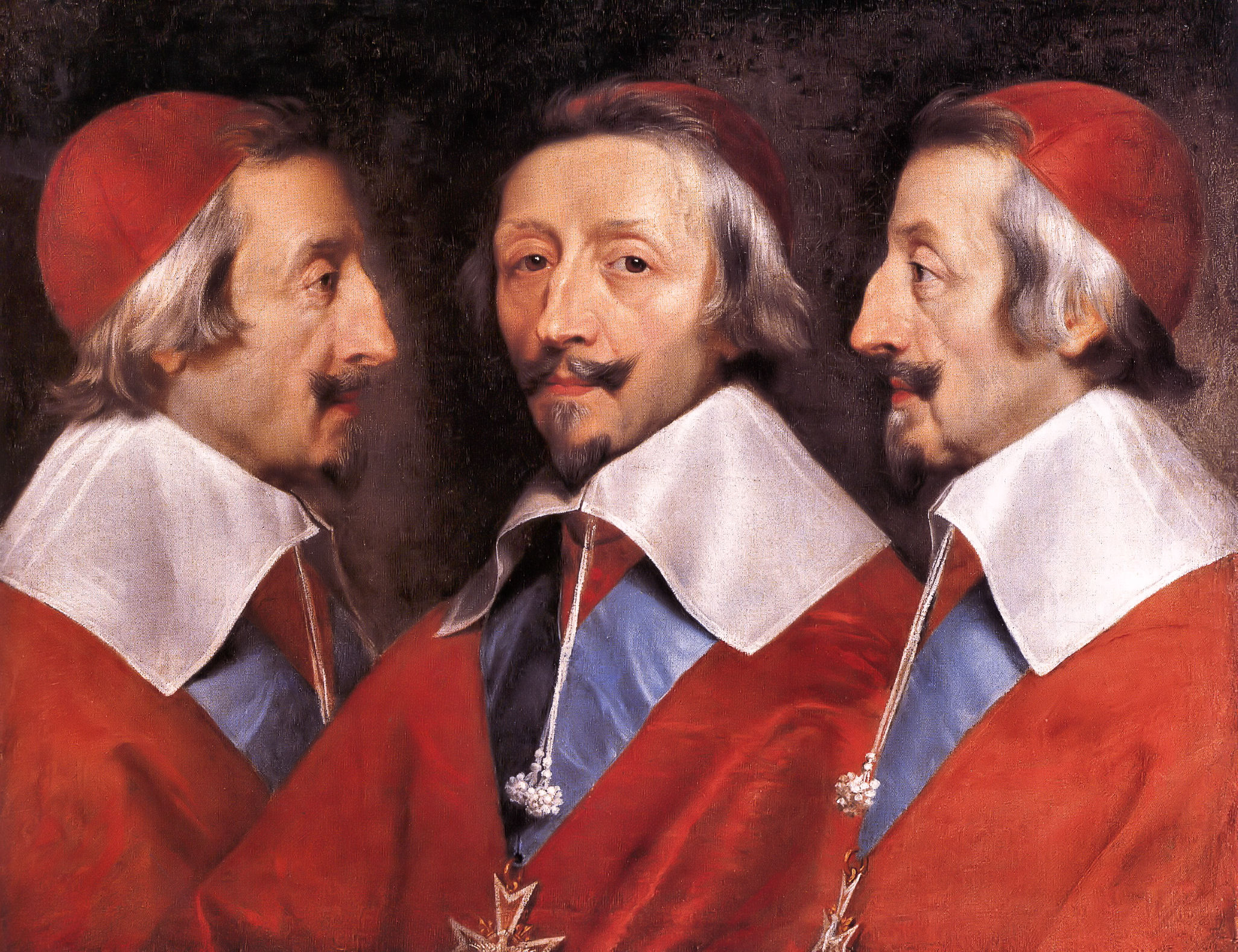
O cardeal Richelieu, pintura de Philippe de Champaigne.

A Marinha Real desenvolveu-se sob Luís XIII graças à ação de Richelieu e, com as duas companhias das Índias (a Companhia Francesa das Índias Ocidentais e, acima de tudo, a Companhia Francesa  das Índias Orientais) que controlavam o comércio marítimo, tornou-se o instrumento da expansão francesa no exterior, dando origem à formação de um primeiro império colonial francês: a colónia da Nova França foi estabelecida no Canadá e a do Louisiana ao longo do Golfo do México, enquanto Santo Domingo e muitas ilhas das Caraíbas. são explorados para a produção de açúcar e especiarias. Os balcões foram estabelecidos na Índia, enquanto a ilha de Reunion (então conhecida como a ilha da França) também foi colonizada pela França. Os portos militares de Brest e Toulon desenvolveram-se, o porto de Sète foi criado sob Luís XIV, enquanto Le Havre, Nantes e Bordéus aproveitaram o comércio de escravos e o comércio triangular.
A partir da segunda metade do século, a França foi o principal poder militar, político e demográfico da Europa, com um importante império colonial e uma influência cultural significativa.
O novo contexto político induz também uma renovação cultural que afeta todo o século e todos os domínios, literários, filosóficos, artísticos e científicos. Há também muitas iniciativas reais, mas embora este desejo de concentração não disfarça uma vitalidade que vai além do quadro da centralização real, especialmente na primeira metade do século, com os centros provinciais a viverem uma atividade artística muito animada. A língua francesa foi estabelecida com a criação da Academia Francesa em 1635, que publicou o seu primeiro dicionário, enquanto os primeiros títulos de jornal, como o Mercure de France e La Gazette, criados por Théophraste Renaudot, apareceram. A Real Academia de Pintura e Escultura foi fundada em 1648, enquanto a Académie de France em Roma, fundada em 1668, permitiu que artistas franceses estudassem modelos antigos e artistas renascentistas. Sob o comando de Luís XIV, foram criadas outras academias para incentivar atividades científicas e artísticas, como a Real Academia de Arquitetura e a Real Academia das Ciências.

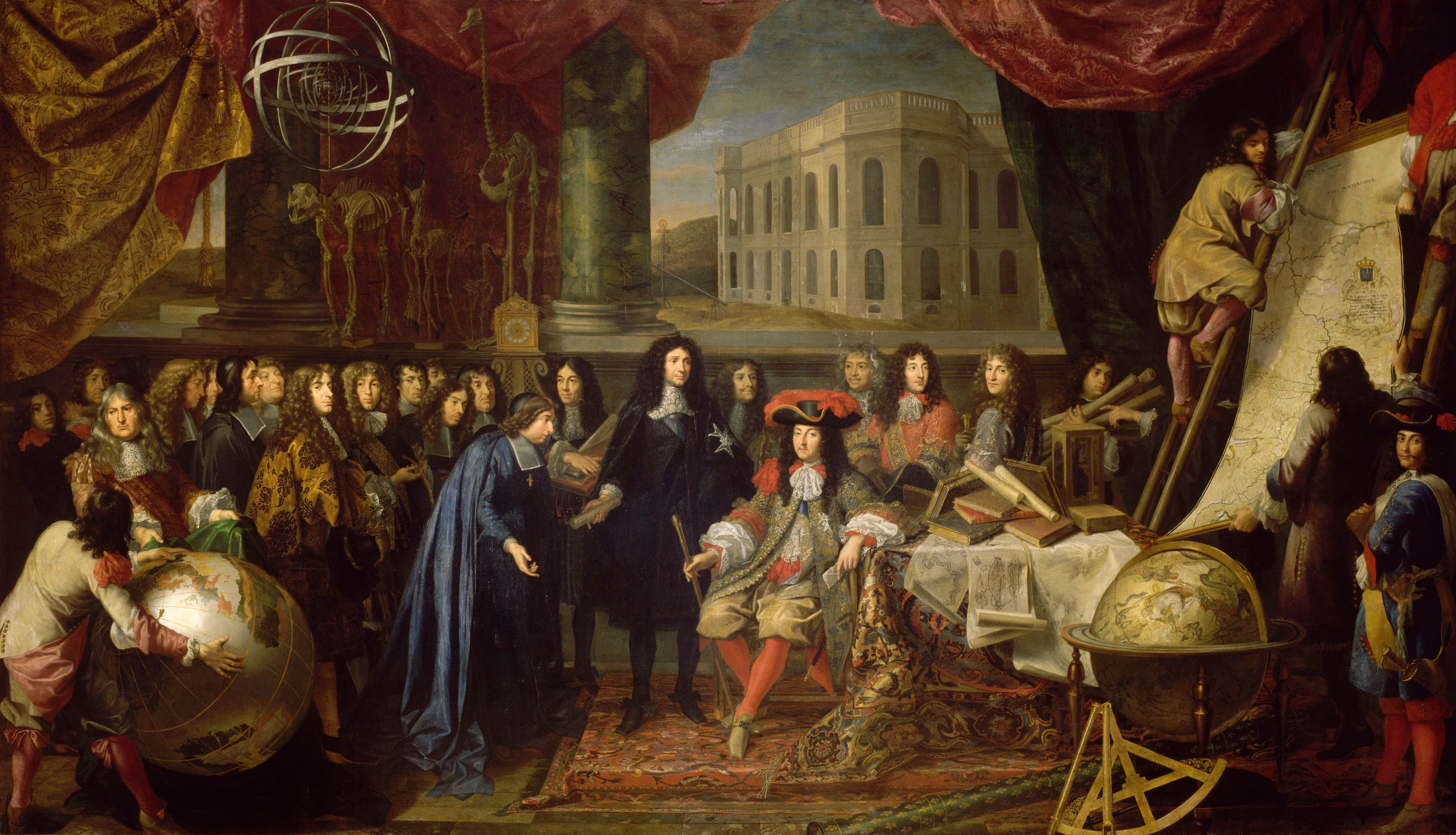
Colbert apresenta a Luís XIV os membros da Académie Royale des Sciences em 1667.

Os soberanos praticam uma política sumptuosa destinada a transmitir a imagem da dinastia e da França. Eles favoreceram uma política de embelezar cidades, especialmente em Paris, cujos Bourbons queriam fazer uma nova Roma e a montra do poder francês, o que resultou em extensos projetos de planeamento urbano projetados para modernizar a cidade: a Place des Vosges (antiga praça real), a Place Dauphine e a Pont Neuf foram construídas sob Henrique IV, enquanto o mesmo rei relançou o programa de construção do Palácio do Louvre de acordo com um Grande Desenho, a de juntar as Tulherias ao Louvre. Luís XIII, em menor grau, foi também um construtor de reis: graças a Richelieu, a Sorbonne, a Universidade de Paris, foi ampliada enquanto sob a regência de Ana da Áustria o Val-de-Grâce e o Colégio das Quatro Nações foram criados. Sob Luís XIV, para além da construção do Palácio de Versalhes, o rei construiu em Paris o pátio quadrado e a colunata do palácio do Louvre, a ponte real, o hospital militar e a cúpula dos Invalides, o Hospital de la Salpêtrière, o Observatório, a Place Vendôme (antiga Place des Conquests) e a Place des Victoires. Em Paris, as residências reais acumulam-se: Marly, Meudon e Versalhes são as principais.